# ¡Barfi!
La Encrucijada de Barfi (Barfi!) es una comedia dramática bollywoodiense, del 2012, coproducida, escrita y dirigida por Anurag Basu.
Ambientada en el año 1970, describe la historia de Murphy "Barfi" Johnson (un chico sordomudo de Darjeeling) y su relación con dos mujeres, Shruti y Jhilmil (quién es autista). Protagonizada por Ranbir Kapoor, Priyanka Chopra, e Ileana D'Cruz. Con Saurabh Shukla, Ashish Vidyarthi, Jisshu Sengupta y Roopa Ganguly en papeles secundarios.
Realizada con un presupuesto de aproximadamente 300 millones (30 crores) de rupias (4.5 millones de dólares estadounidenses), fue un éxito en taquillas, convirtiéndose en una de las películas de Bollywood más taquilleras de 2012, tanto en India como en el extranjero, con una recaudación de 1750 millones de rupias (26 millones de dólares) en todo el mundo.
Fue nominada al Óscar a la mejor película de habla no inglesa en los 85.os Premios de Academia. Recibió trece nominaciones a los Premios Filmfare, entre las cuales, a la mejor película, mejor actriz (para Chopra), mejor actor (para Kapoor) y mejor director de música (para Pritam).

## Reparto
- Ranbir Kapoor como Barfi.
- Priyanka Chopra como Jhilmil Chatterjee.
- Ileana D'Cruz como Shruti Ghosh Sengupta.
- Saurabh Shukla como el subinspector Sudhanshu Dutta.
- Akash Khurana como Jung Bahadur, padre de Barfi.
- Ashish Vidyarthi como el Señor Chatterjee.
- Roopa Ganguly como la madre de Shruti.
- Haradhan Bandopadhyay como Dadu.
- Uday Tikekar como el padre de Shruti.
- Arun Bali como el abuelo de Jhilmil.
- Bholaraj Sapkota como el amigo de Barfi.
- Jisshu Sengupta hace una aparición especial como Ranjit Sengupta, prometido de Shruti.
- Sumona Chakravarti como amiga de Shruti.

## Personajes
Ranbir Kapoor hace el papel de un hombre sordo y mudo. Según sus declaraciones, se inspiró en leyendas de pantalla como Roberto Benigni, ganador al Premio de Academia, Charles Chaplin y su abuelo Raj Kapoor. Debido a la incapacidad física del protagonista, el director no quiso utilizar lenguaje de señas específico, salvo algunos patrones de conducta que aparecen en la película. Kapoor describe a su personaje como un chico normal, alegre y suertudo de buen corazón.
Priyanka Chopra hizo el papel de Jhilmil, que, según el director, fue el "más difícil" de la película. Para prepararse, Chopra investigó sobre el autismo (pues en India se conoce muy poco sobre éste trastorno) y visitó varias instituciones mentales, donde pasó mucho tiempo con personas autistas. Además, tuvo que olvidarse de sus roles anteriores como heroína de película para poder interpretar correctamente a Jhilmil, pues no se sentía identificada con el papel, debido a las diferencias entre su forma de ser y pensar.
D'cruz, quien figuró como narradora y primer interés amoroso del protagonista, declaró: "Interpretar a Shruti requiere de mucha sensibilidad, pues va pasando por distintas fases a medida que avanza la película."
Según el director, después de Kapoor, Chopra y D'cruz, la interpretación de Saurabh Shukla', como el Inspector Dutta, es una de las más importantes y asombrosas.

## Filmación
La fotografía principal comenzó en marzo de 2011. ¡Barfi! se rodó entre junio de 2011 y febrero de 2012, principalmente en Darjeeling. En marzo de 2011, Basu visitó Calcuta para preparar los planos de rodaje dentro de la ciudad. La filmación en Bombay empezó el 20 de marzo de 2011 y continuó hasta mayo del 2011. En junio del 2011, se filmó en Darjeeling. En diciembre de 2011, se filmaron algunas escenas en las afueras de Coimbatore, especialmente Pollachi y Ooty. Las escenas donde Barfi es perseguido sobre las azoteas por los policías, fueron filmadas en Calcuta a finales de enero de 2012. La filmación se completó en abril de 2012, excepto algunas escenas de Chopra. Los productores aplazaron el estreno del 13 de julio al 31 de agosto de 2012, puesto que en septiembre del 2011 el programa de filmación fue cancelado y se encontraba en espera. Aun así, Basu comenzó a trabajar sobre las partes de doblaje de Ileana a finales de abril del 2012, pues D'Cruz no estaba familiarizada con la lengua hindi y quiso aprenderla durante el rodaje.